# حسن کروبی
حسن کروبی (زاده ۱۳۲۰ – درگذشت ۱۳۹۳ در نجف) فعال سیاسی و سرپرست «دفتر خانه‌سازی برای مستضعفین» در دوران پس از  انقلاب اسلامی ایران بود. وی فرزند احمد کروبی و برادر مهدی کروبی ، از رهبران جنبش سبز (اعتراضات به نتیجه انتخابات سال ۱۳۸۸ در ایران) می‌باشد.
ماجرای حملهٔ دانشجویان به هتل‌های تهران و اقامت در آنها به دوره فعالیت حسن کروبی در مؤسسه «دفتر خانه‌سازی برای مستضعفین» مرتبط بوده و تأیید نامبرده در وقوع این حمله، موجب اعتراض مقامات و شخصیت‌های مختلف شده و نهایتاً به تصرف دفتر مرکزی موسسه‌ی تحت هدایت کروبی توسط کمیته انقلاب اسلامی و خاتمه فعالیت آن انجامید. نام حسن کروبی در جریان پروندهٔ ایران کنترا و فروش سلاح به ایران نیز مطرح شده‌ است.
وی در نهایت به دلیل بیماری ریوی در سن ۷۳ سالگی در کشور عراق نجف درگذشت.